# Kanton Albi-Nord-Ouest
Kanton Albi-Nord-Ouest (francouzsky Canton d'Albi-Nord-Ouest) je francouzský kanton v departementu Tarn v regionu Midi-Pyrénées. Tvoří ho sedm obcí.

## Obce kantonu
- Albi (severozápadní část)
- Cagnac-les-Mines
- Castelnau-de-Lévis
- Mailhoc
- Milhavet
- Sainte-Croix
- Villeneuve-sur-Vère